# Aguri Suzuki
Aguri Suzuki (japonsko 鈴木 亜久里), japonski dirkač Formule 1, * 8. september 1960, Tokio, Japonska.
Aguri Suzuki se je rodil 8. septembra 1960 v Tokiu. Je upokojeni japonski dirkač Formule 1, nastopil je na 88-ih dirkah za Veliko nagrado. Njegov najboljši dosežek je tretje mesto na domači dirki za Veliko nagrado Japonske v sezoni 1990. Aguri je bil šef moštva Super Aguri, ki je bilo član karavane Formule 1 od sezone 2006, do sezone 2008.

## Kariera

### Dirkaški začetki
Suzuki je začel dirkati leta 1972, ko je imel 12 let. Leta 1978 je osvojil japonsko prvenstvo v kartingu in tako je leta 1979 že sedel v Japonski Formuli 3. Nato je zopet nadaljeval v kartingu in tako je leta 1981 zopet postal prvak. Leta 1983 je končal na drugem mestu v seriji All-Japan F3 series, vozil je Hayashi-Toyoto. Sledilo je obdobje, ko se je pričel ukvarjati s turnimi avtomobili, vozil je za tovarniško moštvo Nissan in osvojil naslov leta 1986. Isto leto je debitiral v Japonski Formuli 2 in dirkal na 24 urni dirki Le Mansa. Leta 1987 je v Japonski Formuli 3000 zmagal eno dirko in sicer v Suzuki. Leta 1988 je vozil March-Yamaho in z njo osvojil naslov s tremi zmagami (Fuji, Nishi-Nippon in Suzuka).

### Formuli 1
30. oktobra leta 1988 je Suzuki debitiral v Formuli 1, ko je zamenjal Yannicka Dalmasa v ekipi Larrousse, nato pa je dirkal za moštvo Lola, ki je uporabljalo motorje Yamaha in zaradi tega so najeli Suzukija, da je dirkal za njih, toda ni se mu uspelo kvalificirati na nobeno izmed dirk v sezoni 1989. 
V sezonah 1990 in 1991 je zopet dirkal za Larrousse. Privozil si je tri šesta mesta in eno tretje in sicer na dirki za Veliko nagrado Japonske kar ga je postavilo na mesto enega najbolj slavnih in uspešnih Azijskih dirkačev vseh časov v Formuli 1. Naredil je tudi drugi najhitrejši krog. To je povzročilo zanimanje lastnikov moštev za japonske dirkače.
V sezonah 1992 in 1993 je dirkal ob Michelu Alboretu in Dereku Warwicku, ki sta ga običajno oba premagovala. Ligiera si je delil z Martinom Brundlom v sezoni 1995, vendar je osvojil le eno točko v sezoni. Suzukija kariera se je tako začela lomiti in počasi je zaključeval svojo kariero. Še pred tem je imel hujšo nesrečo, pri kateri se je udaril v vrat in takoj oznanil upokojitev.
V Formuli ena je Suzuki stal enkrat na stopničkah in osvojil skupaj 8 točk za svetovno prvenstvo. Ko se je upokojil je bil najuspešnejši japonski dirkač vseh časov, ki je kadarkoli dirkal v Formuli 1. Pred njim je bil najboljši Satoru Nakajima, vendar za njim že prihajajo novi in Takuma Sato je že podrl ta rekord.

### Obdobje po Formuli 1
Pred sezono 2006 je Suzuki sestavil ekipo imenovano Super Aguri, ki je povezana s Hondo. Skupaj je sestavil celotno ekipo le v štirih in pol mesecih pred njegovo objavo 1. novembra 2005. Ekipe sprva ni mogel potrditi, da je finančno sposobna in zaradi tega je FIA do 26. januarja 2006 ni potrdila. Ekipa je uspešno nastopila na prvi dirki na Veliki nagradi Bahrajna v sezoni 2006 1. marca leta 2006. Za moštvo Super Aguri v sezoni 2007 dirka tudi Japonec Takuma Sato.

## Popoln pregled rezultatov Formule 1
(legenda) (odebeljene dirke pomenijo najboljši štartni položaj, poševne pa najhitrejši krog, †-uvrščen kljub odstopu)
| Leto | Moštvo                 | Šasija             | Motor           | 1        | 2        | 3        | 4        | 5        | 6        | 7        | 8       | 9        | 10       | 11       | 12       | 13       | 14       | 15       | 16       | 17  | Prv | Toč |
| ---- | ---------------------- | ------------------ | --------------- | -------- | -------- | -------- | -------- | -------- | -------- | -------- | ------- | -------- | -------- | -------- | -------- | -------- | -------- | -------- | -------- | --- | --- | --- |
| 1988 | Larrousse Calmels      | Lola LC88          | Cosworth V8     | BRA      | SMR      | MON      | MEH      | KAN      | VZDA     | FRA      | VB      | NEM      | MAD      | BEL      | ITA      | POR      | ŠPA      | JAP 16   | AVS      |     | -   | 0   |
| 1989 | West Zakspeed Racing   | Zakspeed 891       | Yamaha V8       | BRA DNPQ | SMR DNPQ | MON DNPQ | MEH DNPQ | ZDA DNPQ | KAN DNPQ | FRA DNPQ | VB DNPQ | NEM DNPQ | MAD DNPQ | BEL DNPQ | ITA DNPQ | POR DNPQ | ŠPA DNPQ | JAP DNPQ | AVS DNPQ |     | -   | 0   |
| 1990 | Espo Larrousse F1      | Lola LC89          | Lamborghini V12 | ZDA Ret  | BRA Ret  |          |          |          |          |          |         |          |          |          |          |          |          |          |          |     | 12. | 6   |
| 1990 | Espo Larrousse F1      | Lola 90            | Lamborghini V12 |          |          | SMR Ret  | MON Ret  | KAN 12   | MEH Ret  | FRA 7    | VB 6    | NEM Ret  | MAD Ret  | BEL Ret  | ITA Ret  | POR 14   | ŠPA 6    | JAP 3    | AVS Ret  |     | 12. | 6   |
| 1991 | Larrousse F1           | Larrousse Lola L91 | Cosworth V8     | ZDA 6    | BRA DNS  | SMR Ret  | MON Ret  | KAN Ret  | MEH Ret  | FRA Ret  | VB Ret  | NEM Ret  | MAD Ret  | BEL DNQ  | ITA DNQ  | POR Ret  | ŠPA DNQ  | JAP Ret  | AVS DNQ  |     | 22. | 1   |
| 1992 | Footwork Mugen Honda   | Footwork FA13      | Mugen Honda V10 | JAR 8    | MEH DNQ  | BRA Ret  | ŠPA 7    | SMR 10   | MON 11   | KAN DNQ  | FRA Ret | VB 12    | NEM Ret  | MAD Ret  | BEL 9    | ITA Ret  | POR 10   | JAP 8    | AVS 8    |     | -   | 0   |
| 1993 | Footwork Mugen Honda   | Footwork FA13B     | Mugen Honda V10 | JAR Ret  | BRA Ret  |          |          |          |          |          |         |          |          |          |          |          |          |          |          |     | -   | 0   |
| 1993 | Footwork Mugen Honda   | Footwork FA14      | Mugen Honda V10 |          |          | EU Ret   | SMR 9    | ŠPA 10   | MON Ret  | KAN 13   | FRA 12  | VB Ret   | NEM Ret  | MAD Ret  | BEL Ret  | ITA Ret  | POR Ret  | JAP Ret  | AVS 7    |     | -   | 0   |
| 1994 | Sasol Jordan           | Jordan 194         | Hart V10        | BRA      | PAC Ret  | SMR      | MON      | ŠPA      | KAN      | FRA      | VB      | NEM      | MAD      | BEL      | ITA      | POR      | EU       | JAP      | AVS      |     | -   | 0   |
| 1995 | Ligier Gitanes Blondes | Ligier JS41        | Mugen Honda V10 | BRA 8    | ARG Ret  | SMR 11   | ŠPA      | MON      | KAN      | FRA      | VB      | NEM 6    | MAD      | BEL      | ITA      | POR      | EU       | PAC Ret  | JAP DNS  | AVS | 17. | 1   |